# Appennino bolognese
L'Appennino bolognese (Apnén Bulgnaiṡ in dialetto bolognese) è la porzione dell'Appennino tosco-emiliano compresa nel territorio della Città metropolitana di Bologna. A nord confina con la pianura Padana (tocca la città di Bologna) mentre a sud confina con tre enti territoriali toscani: Città metropolitana di Firenze (Mugello), provincia di Prato (Vaiano e Monti della Calvana) e provincia di Pistoia (Montagna Pistoiese). Confina ad ovest con l'Appennino modenese, mentre a est il confine con l'Appennino imolese è delimitato dal Torrente Sillaro.
Comprende, da est a ovest, le valli: dell'Idice, dello Zena, del Savena, del Sambro, del Setta, del Brasimone, del Limentra, dell'Orsigna, del Reno, del Vergatello, del Lavino e del Samoggia.

## Geografia

### Idrografia

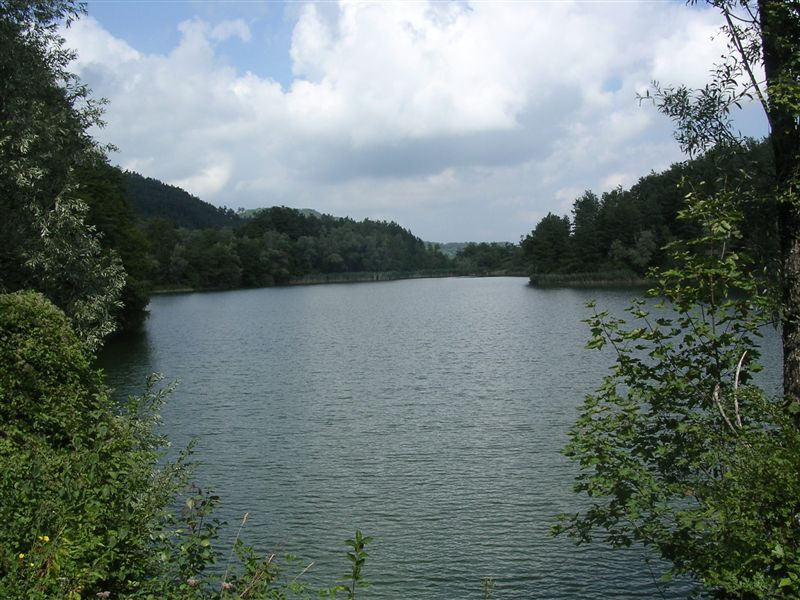
Lago di Castel dell'Alpi, torrente Savena

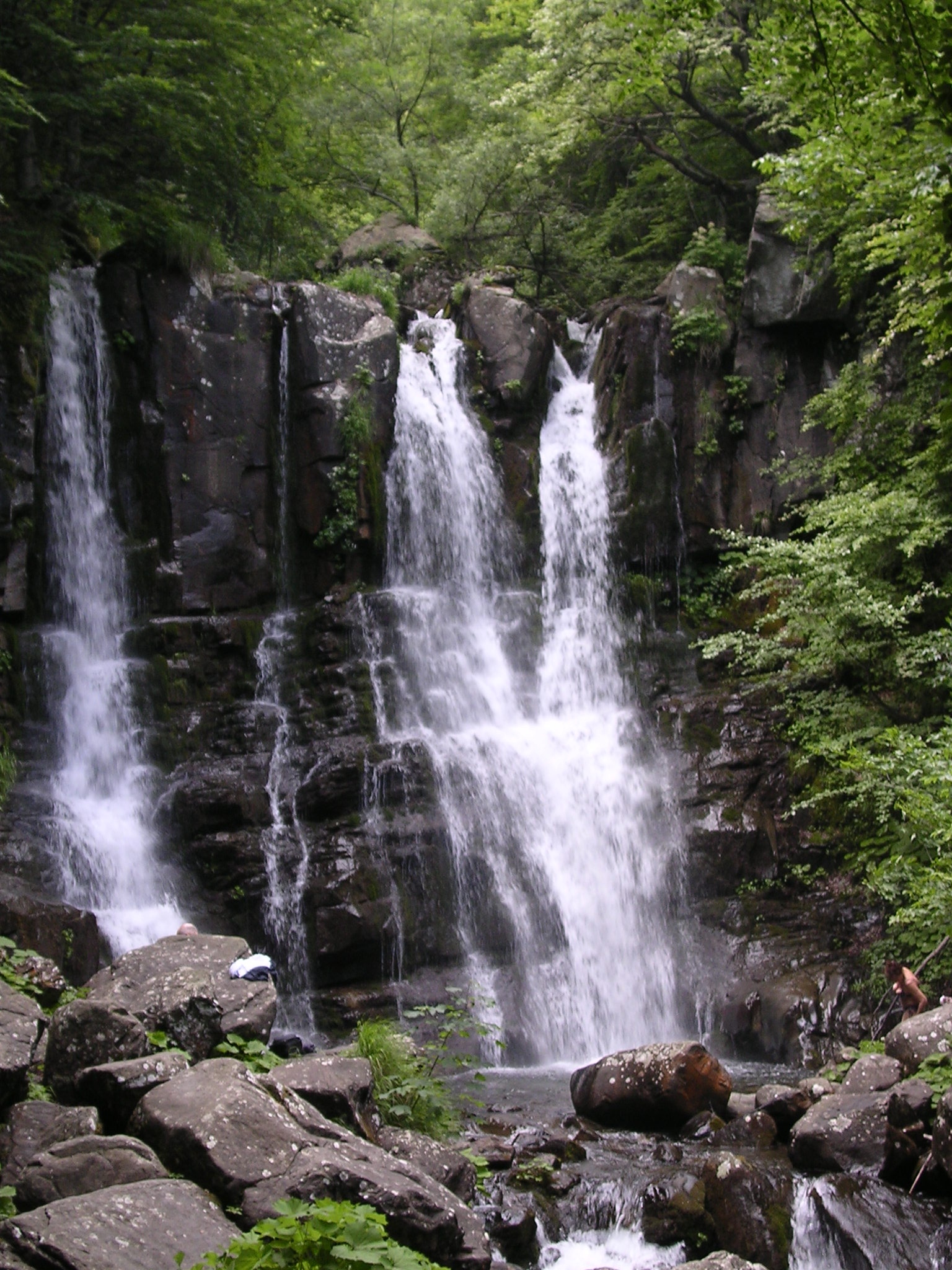
Cascate del Dardagna

- Bacino del Brasimone
- Lago di Suviana
- Lago di Castel dell'Alpi
- Lago Santo modenese
- Lago Scaffaiolo

### Orografia
- Monte Acidola
- Monte di Bombiana
- Monte Cappello (Emilia-Romagna)
- Monte Samorrè
- Monte Stanco

### Natura

#### Parchi e aree protette
In questo territorio sono presenti numerosi parchi naturali di elevato interesse naturistico ambientale ed anche di importanza storica.
- Parco regionale dell'Abbazia di Monteveglio
- Parco regionale dei laghi Suviana e Brasimone
- Parco regionale del Corno alle Scale
- Parco regionale Gessi bolognesi e calanchi dell'Abbadessa
- Parco regionale storico di Monte Sole
- Parco provinciale di Montovolo-Vigese
- Parco provinciale La Martina

### Contrafforte pliocenico
Il Contrafforte pliocenico è l'insieme di rupi rocciose in pietra arenaria che si snodano come un bastione naturale tra le valli dei fiumi Setta, Reno, Savena, Zena e Idice. Il Contrafforte pliocenico caratterizza un'area di grande interesse, non solo da un punto di vista geologico, ma anche faunistico e ambientale. Ciò che rende particolarmente suggestiva questa porzione dell'Appennino tosco-emiliano è la grande variabilità ambientale con una serie di habitat rocciosi, forestali e di prateria nettamente differenziati tra loro, nei quali nidificano rare specie di uccelli come il Falco pellegrino, il lanario (Falco biarmicus), il Falco pecchiaiolo, l'Albanella minore, il Succiacapre, il Tottavilla, l'Ortolano, il Calandro e l'Averla piccola.

## Infrastrutture e trasporti
Le principali vie di comunicazione che lo attraversano, mettendo in comunicazione la Città metropolitana di Bologna con la Toscana sono: l'Autostrada A1 detta del Sole, alla quale dal 2015 è stata affiancata la A1 var nota anche come Variante di valico o direttissima, la Strada statale 64 Porrettana e la Strada Statale 65 della Futa.
Le tre principali linee ferroviarie che attraversano il suo territorio sono la Ferrovia Porrettana, la Ferrovia Bologna-Firenze (direttissima) e quella del Treno ad Alta Velocità (TAV).

## Cultura
L'isolamento geografico delle alte vallate, unitamente al carattere conservativo delle genti montanare, ha fatto sì che in questa zona si sia conservata la tradizione delle danze antiche: i balli stacchi. Il termine "staccato" (in dialetto bolognese spécc) indica una caratteristica dello stile, che non prevede un contatto continuo col terreno, in contrapposizione al ballo, appunto detto liscio (in dialetto léss), che non stacca i piedi dal suolo e che in montagna viene eseguito con caratteristiche particolari che gli valgono il nome di liscio montanaro.
L'Appennino bolognese e la porzione piacentina del territorio delle Quattro province, all'altro capo dell'Emilia, sono le uniche due aree dove le tradizioni musicali e coreutiche emiliane non si sono interrotte: hanno resistito alla penetrazione del liscio e stanno vivendo un momento di recupero e diffusione anche fuori dalle loro aree di origine.

## Suddivisione amministrativa

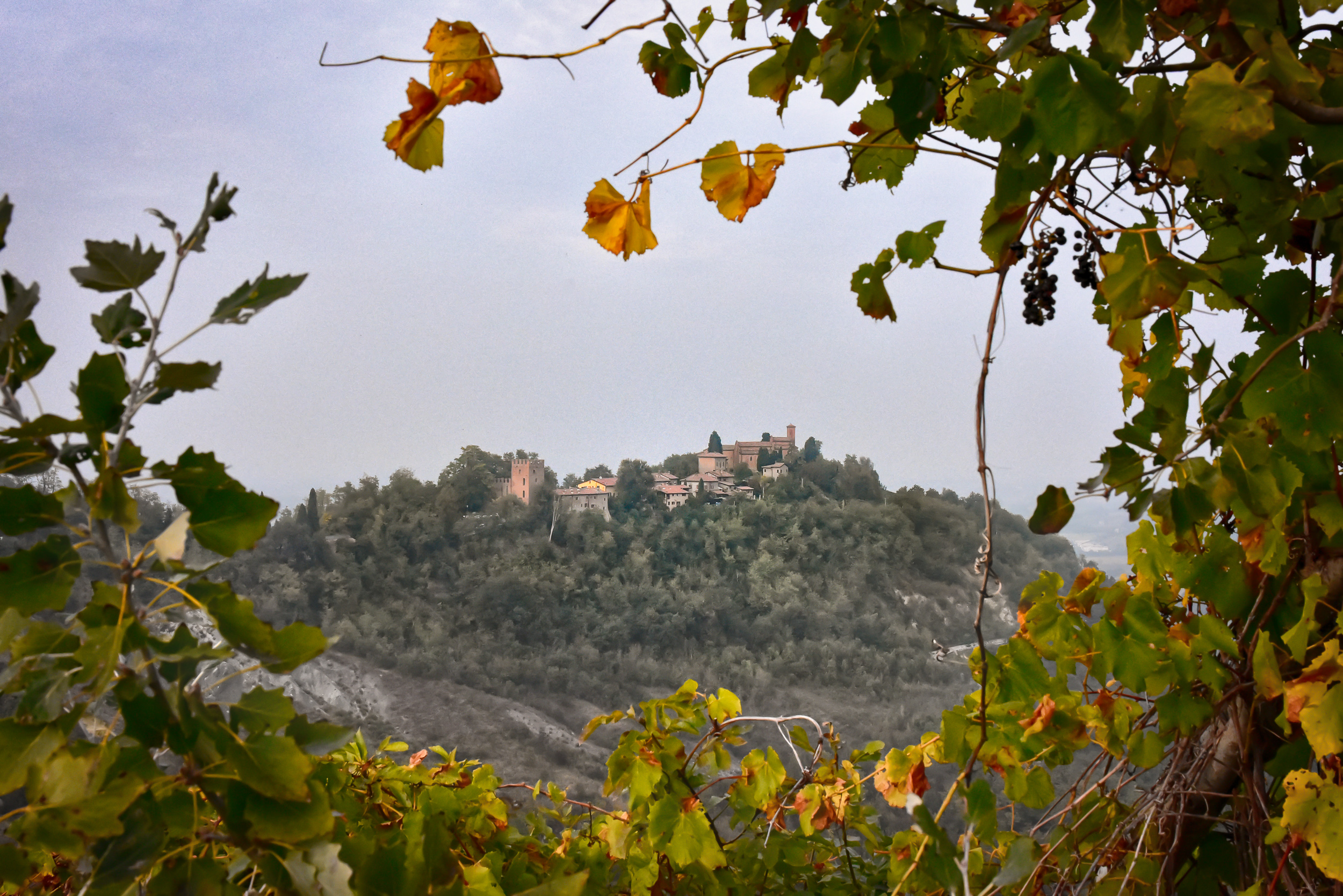
Monteveglio, comune di Valsamoggia

Il territorio è amministrato da 19 comuni, raggruppati precedentemente in tre Comunità Montane (Comunità Montana Alta e Media Valle del Reno, Comunità Montana Cinque Valli Bolognesi e Comunità Montana Valle del Samoggia), dal 2013 ripartiti fra tre Unioni di Comuni: Appennino Bolognese, Savena-Idice e Valli del Reno, Lavino e Samoggia.
Unione dei comuni dell'Appennino Bolognese
- Camugnano
- Castel d'Aiano
- Castel di Casio
- Castiglione dei Pepoli
- Gaggio Montano
- Grizzana Morandi
- Lizzano in Belvedere
- Marzabotto
- Monzuno
- San Benedetto Val di Sambro
- Vergato

Unione dei comuni Savena-Idice
- Loiano
- Monghidoro
- Monterenzio
- Pianoro

Unione dei comuni Valli del Reno, Lavino e Samoggia
- Monte San Pietro
- Sasso Marconi
- Valsamoggia

Il comune di Alto Reno Terme dal 2020 non fa parte di nessuna unione di comuni.
La denominazione di Appennino Bolognese viene usata per indicare un distretto sociosanitario del Servizio sanitario regionale e un ambito territoriale ottimale, comprendenti i comuni dell'omonima unione più Alto Reno Terme, non riferendosi dunque all'intera estensione geografica del termine.